# Emil Ruusuvuori
Emil Ruusuvuori (Helsinki, 2 april 1999) is een Fins tennisser.

## Carrière
Ruusuvuori maakte zijn profdebuut in 2018, in 2019 won hij vier challengers in het enkelspel en twee in het dubbelspel. In 2020 nam hij voor het eerst deel aan Roland Garros waar hij de eerste ronde niet wist te overleven net zoals op de US Open dat jaar. In 2021 nam hij ook deel in het dubbelspel aan de Grand Slams met als beste resultaat een derde ronde op de US Open. In 2022 haalde hij zijn eerste ATP-toernooi finale op de ATP Pune maar verloor van João Sousa in drie sets.

## Palmares
| Legenda               |
| --------------------- |
| Grand Slam            |
| Olympische Spelen     |
| ATP Finals            |
| ATP Tour Masters 1000 |
| ATP Tour 500          |
| ATP Tour 250          |

### Enkelspel
| Nr.                             | Datum             | Toernooi     | Ondergrond    | Tegenstander in finale | Score            | Details |
| ------------------------------- | ----------------- | ------------ | ------------- | ---------------------- | ---------------- | ------- |
| gewonnen finales herenenkelspel |                   |              |               |                        |                  |         |
| verloren finales herenenkelspel |                   |              |               |                        |                  |         |
| 1.                              | 6 februari 2022   | ATP Pune     | Hardcourt     | João Sousa             | 6-7(9), 6-4, 1-6 | details |
| 2.                              | 7 januari 2024    | ATP Hongkong | Hardcourt     | Andrej Roebljov        | 4-6, 4-6         |         |
| gewonnen challengers            |                   |              |               |                        |                  |         |
| 1.                              | 23 juni 2019      | Farg'ona     | Hardcourt     | Roberto Cid Subervi    | 6-3, 6-2         |         |
| 2.                              | 1 september 2019  | Manacor      | Hardcourt     | Matteo Viola           | 6-0, 6-1         |         |
| 3.                              | 22 september 2019 | Glasgow      | Hardcourt (i) | Alexandre Müller       | 6-3, 6-1         |         |
| 4.                              | 17 november 2019  | Helsinki     | Hardcourt (i) | Mohamed Safwat         | 6-3, 6-7(4), 6-2 |         |

### Dubbelspel
| Nr.                              | Datum            | Toernooi   | Ondergrond    | Partner          | Tegenstander in finale             | Score            | Details |
| -------------------------------- | ---------------- | ---------- | ------------- | ---------------- | ---------------------------------- | ---------------- | ------- |
| gewonnen finales herendubbelspel |                  |            |               |                  |                                    |                  |         |
| verloren finales herendubbelspel |                  |            |               |                  |                                    |                  |         |
| gewonnen challengers             |                  |            |               |                  |                                    |                  |         |
| 1.                               | 12 mei 2019      | Şımkent    | Gravel        | Jurij Rodionov   | Gonçalo Oliveira Andrei Vasilevski | 6-4, 3-6, [10-8] |         |
| 2.                               | 21 juli 2019     | Amersfoort | Gravel        | Harri Heliövaara | Jesper De Jong Ryan Nijboer        | 6-3, 6-4         |         |
| 3.                               | 15 november 2020 | Bratislava | Hardcourt (i) | Harri Heliövaara | Lukáš Klein Alex Molčan            | 6-4, 6-3         |         |

## Resultaten grote toernooien
| Legenda | Legenda                          |
| ------- | -------------------------------- |
| g.t.    | geen toernooi gehouden           |
| l.c.    | lagere categorie                 |
| –       | niet deelgenomen                 |
| G       | uitgeschakeld in de groepsfase   |
| 1R      | uitgeschakeld in de eerste ronde |
| 2R      | uitgeschakeld in de tweede ronde |
| 3R      | uitgeschakeld in de derde ronde  |
| 4R      | uitgeschakeld in de vierde ronde |
| KF      | uitgeschakeld in de kwartfinale  |
| HF      | uitgeschakeld in de halve finale |
| F       | de finale verloren               |
| W       | het toernooi gewonnen            |
| w-v     | winst/verlies-balans             |

### Enkelspel
| Grandslamtoernooien |      |      |      |      |
| Australian Open     | –    | 2R   | 1R   |      |
| Roland Garros       | 1R   | 1R   | 2R   |      |
| Wimbledon           | g.t. | 1R   | 2R   |      |
| US Open             | 2R   | 2R   | 1R   |      |
| ATP Masters 1000    |      |      |      |      |
| Indian Wells        | g.t. | 2R   | 2R   |      |
| Miami               | g.t. | 4R   | 2R   |      |
| Monte Carlo         | g.t. | –    | 2R   |      |
| Madrid              | g.t. | –    | –    |      |
| Rome                | –    | –    | 2R   |      |
| Montreal/Toronto    | g.t. | 1R   | 2R   |      |
| Cincinnati          | 2R   | –    | 2R   |      |
| Shanghai            | g.t. | g.t. | g.t. |      |
| Parijs              | –    | –    | –    |      |
| olympisch           |      |      |      |      |
| Olympische Spelen   | g.t. | –    | g.t. | g.t. |
| Statistieken        |      |      |      |      |
| titels per jaar     | 0    | 0    | 0    | 0    |
| eindejaarsranking   | 86   | 95   | 40   |      |

### Dubbelspel
| Grandslamtoernooien |      |      |      |
| Australian Open     | 1R   | –    |      |
| Roland Garros       | 2R   | 1R   |      |
| Wimbledon           | –    | –    |      |
| US Open             | 3R   | 1R   |      |
| ATP Masters 1000    |      |      |      |
| Indian Wells        | –    | –    |      |
| Miami               | –    | –    |      |
| Monte Carlo         | –    | –    |      |
| Madrid              | –    | –    |      |
| Rome                | –    | –    |      |
| Montreal/Toronto    | –    | –    |      |
| Cincinnati          | –    | –    |      |
| Shanghai            | g.t. | g.t. |      |
| Parijs              | –    | –    |      |
| olympisch           |      |      |      |
| Olympische Spelen   | –    | g.t. | g.t. |
| Statistieken        |      |      |      |
| titels per jaar     | 0    | 0    | 0    |
| eindejaarsranking   | 183  | 835  |      |